# نووی پلس
نووی پلس (به چکی: Nový Ples) یک منطقهٔ مسکونی در جمهوری چک است که در ناحیه ناخود واقع شده‌است. نووی پلس ۷٫۰۹ کیلومتر مربع مساحت و ۳۳۸ نفر جمعیت دارد و ۲۶۹ متر بالاتر از سطح دریا واقع شده‌است.